# Henry M. Sheffer
Henry Maurice Sheffer (1882 — 1964) foi um lógico estado-unidense.
Henry M. Sheffer nasceu na Ucrânia em 1882 e imigrou em 1892 para os Estados Unidos da América com seus pais. Ele estudou na Universidade de Harvard, onde posteriormente se tornou professor do Departamento de Filosofia. Michael Scanlan publicou em 2000 um ensaio biográfico sobre a vida e o trabalho de Sheffer.
Sheffer provou em 1913 que usando a Álgebra booleana podia definir expressões apenas com uma operação binária primitiva, onde todas as outras seriam derivadas dela. A NAND, chamado de Sheffer Stroke (Conectivo de Sheffer), {\displaystyle A\mid B=\lnot (A\land B)}, e a NOR, representado por uma seta vertical (Flecha de Peirce), {\displaystyle A\downarrow B=\lnot (A\lor B)}, seriam as operações primitivas. Charles Sanders Peirce conhecia esses fatos em 1880, mas foram publicados apenas em 1933. 
Essas descobertas foram bastante elogiadas por Bertrand Russell, que as usou para simplificar sua própria lógica, na segunda edição de Principia Mathematica.

Henry Maurice Sheffer nasceu no sul da Rússia em 1883. Sua infância foi passada lá, em meio aos grandes campos de trigo ucranianos. Mas quando ele tinha cerca de dez anos de idade, uma mudança importante ocorreu em sua vida: a família emigrou para a América. Após uma breve estadia em Philadellphia, seu pai se estabeleceu permanentemente em Boston. Com incrível agilidade, o jovem Henry adaptou-se ao novo sistema educacional, alcançou seus colegas nos assuntos que haviam aprendido laboriosamente nas quatro séries anteriores e, no devido tempo, encontrou seu lugar na Escola Latino-Americana de Boston. Um ouvido extraordinário para a linguagem parece tê-lo ajudado sobre a barreira mais formidável do recém-chegado, a língua estranha. Seu talento lingüístico foi evidente durante toda a sua vida. Ele falava inglês sem nenhum sotaque estrangeiro. embora com um New England "a" e "r", que refletia as fontes de sua aprendizagem. O minucioso treinamento em latim e grego que a famosa Boston Latin School ofereceu, bem como alguma habilidade de ler hebraico que ele devia ao seu avô na Rússia (de acordo com sua mãe, ele escreveu poemas em hebraico antes dos dez anos de idade), criou uma base sólida para a aquisição de idiomas modernos, francês, alemão e italiano, além do inglês. Este homem sem nenhuma pretensão literária tinha um grande e preciso domínio da língua que fizera, de modo que suas palestras e seus poucos escritos breves tinham um estilo e uma dignidade raros, condizentes com a natureza de seu pensamento. bem como alguma capacidade de ler hebraico que ele devia ao seu avô na Rússia (de acordo com sua mãe, ele escreveu poemas em hebraico antes dos dez anos de idade), fez uma base sólida para a aquisição de idiomas modernos, francês, alemão e Italiano bem como inglês. Este homem sem nenhuma pretensão literária tinha um grande e preciso domínio da língua que fizera, de modo que suas palestras e seus poucos escritos breves tinham um estilo e uma dignidade raros, condizentes com a natureza de seu pensamento. bem como alguma capacidade de ler hebraico que ele devia ao seu avô na Rússia (de acordo com sua mãe, ele escreveu poemas em hebraico antes dos dez anos de idade), fez uma base sólida para a aquisição de idiomas modernos, francês, alemão e Italiano bem como inglês. Este homem sem nenhuma pretensão literária tinha um grande e preciso domínio da língua que fizera, de modo que suas palestras e seus poucos escritos breves tinham um estilo e uma dignidade raros, condizentes com a natureza de seu pensamento.
Da escola de latim a que estudou, Harvard, e apesar do estresse da pobreza e da saúde precária, obteve seus diplomas acadêmicos - AB 1905, 1907, Ph.D. 1908. Naquela época, quando seus dias como estudante normalmente terminavam, ele recebeu uma bolsa Sheldon Fellowship, que significou um ano de viagem e mais estudos na Europa.
Desde 1906 ele foi assistente de Josiah Royce, que estava então interessado ativamente na lógica simbólica e trabalhando em seu próprio "Sistema I". As visões metafísicas de Royce não produziram acordes simpáticos na mente de Sheffer, que era essencialmente científica e matemática, avessa à cosmologia idealista. ética absolutista; mas a lógica de Royce era diferente. A abstração e a fecundidade do “eu”, seu caráter puramente relacional e o alcance que proporcionou à engenhosa manipulação, inspiraram o brilhante jovem pensador, para quem a concepção abstrata era tão fácil quanto ver com os olhos. A lógica simbólica era manifestamente seu campo. Sua bolsa de viagem levou-o, consequentemente, para a Inglaterra, onde Bertrand Russell havia publicado recentemente seusPrincípios de Matemática.para a Alemanha, onde Hilbert estava trabalhando no cálculo booleano e Zermelo na formalização da matemática e, finalmente, na Itália, onde Peano estava conduzindo um seminário na nova lógica “matemática”. (Aqui, novamente, o talento lingüístico de Sheffer foi um grande trunfo; quando, mais tarde, em sua carreira, um de seus alunos lhe perguntou: “Mas como você lidou com a língua?” - sua resposta foi: “Professor Peano foi muito atencioso, e conduzi o seminário em francês durante a maior parte do primeiro período, até que eu pudesse falar italiano. ”)
Depois do ano no exterior, sua carreira foi como a de muitos jovens acadêmicos, uma série de curtas nomeações. Até 1910 ele continuou como assistente de Royce; 1911-12, em uma chamada distante à universidade de Washington, em Seattle, como o instrutor na filosofia e na psicologia; 1912-13, de volta à cena oriental, como professor de lógica matemática em Cornell; em seguida, 1913-1914, Instrutor em Filosofia e Psicologia na Universidade de Minnesota, no ano seguinte em filosofia própria na Universidade de Missouri (1914-15), em seguida, 1915-16, no City College, em Nova York.
No verão de 1916, Josiah Royce morreu, e seus cursos programados tiveram que ser retomados da melhor maneira possível. No ano seguinte, Henry Sheffer, então no Michigan, foi chamado de volta a Harvard, ainda na qualidade de Instrutor, para assumir parte desse trabalho, especialmente a lógica simbólica, que por si só era realmente do seu gosto. Depois de alguns rearranjos, no entanto, ele pôde oferecer cursos sobre método, lógica tradicional, empirismo, filosofia da natureza e outros tópicos aos quais sua orientação mental era apropriada. Foi um período difícil para um Departamento de Filosofia que gabou-se de seus “Grandes Cinco”, James, Royce, Palmer, Santayana e Münsterberg. James morreu em 1910; Palmer havia se aposentado, Santayana voltou para a Europa e, alguns meses após a morte de Royce, Münsterberg caiu morto em uma sala de aula de Radcliffe. Alguns homens cuja influência estava apenas começando a ir além de Harvard continuavam. A mente poderosa de Sheffer fez muito para defender o valor intelectual de um departamento tristemente destroçado, e isso numa época em que a ascendência da ciência física colocava a filosofia em perigo. Como personagem, o jovem instrutor era obscuro, na verdade praticamente anónimo, mas como pessoa ele era o guia inspirador e intelectual de um pequeno grupo de estudantes sérios, perspicazes e graduados, que aguardavam uma nova era filosófica. , que deveria crescer a partir da lógica e da semântica, à medida que a velha tradição surgira das doutrinas centradas no valor do passado grego e medieval. A mente poderosa de Sheffer fez muito para defender o valor intelectual de um departamento tristemente destroçado, e isso numa época em que a ascendência da ciência física colocava a filosofia em perigo. Como personagem, o jovem instrutor era obscuro, na verdade praticamente anónimo, mas como pessoa ele era o guia inspirador e intelectual de um pequeno grupo de estudantes sérios, perspicazes e graduados, que aguardavam uma nova era filosófica. , que deveria crescer a partir da lógica e da semântica, à medida que a velha tradição surgira das doutrinas centradas no valor do passado grego e medieval. A mente poderosa de Sheffer fez muito para defender o valor intelectual de um departamento tristemente destroçado, e isso numa época em que a ascendência da ciência física colocava a filosofia em perigo. Como personagem, o jovem instrutor era obscuro, na verdade praticamente anónimo, mas como pessoa ele era o guia inspirador e intelectual de um pequeno grupo de estudantes sérios, perspicazes e graduados, que aguardavam uma nova era filosófica. , que deveria crescer a partir da lógica e da semântica, à medida que a velha tradição surgira das doutrinas centradas no valor do passado grego e medieval.
Como esse pensador atento e original nunca entregou seus pensamentos à página impressa, permaneceu na posição de instrutor ou palestrante até 1927, quando um grave colapso nervoso, causado por desesperança profissional e problemas pessoais extremos, chamou a atenção geral não apenas para sua difícil, mas também ao seu ensinamento inestimável. Por fim, ele foi promovido a professor-assistente (1927), professor adjunto (1929) e, muito recentemente, a professor em 1938. Permaneceu em Harvard até sua aposentadoria em 1952.
A principal contribuição de Sheffer à lógica, e (sobre seus protestos) à filosofia, foi sua demonstração da influência que a notação exerce na aparência das estruturas relacionais e, com isso, é claro, nas formas em que os problemas se apresentam. Essa "relatividade notacional", como ele a chamava, é assunto familiar para os semanticistas de hoje; mas a descoberta de sua importância para nossos conceitos de verdade objetiva e verdade demonstrável foi obra de um homem extraordinário e pouco conhecido, que o apontou, ano após ano, para os futuros filósofos, até que ele foi para o exterior sob outros nomes que não os seus. e revolucionou a teoria do conhecimento. O único livro que já levou seu nome foi um Festschrift[ Paul Henle, de Horace M. Kallen, de Susanne K. Langer, eds.] Dedicados a ele por seus colegas e amigos, muitos dos quais eram seus ex-alunos, que sabia o que eles deviam não apenas a suas teorias, mas ao treinamento que ele transmitia. Henry Sheffer foi um professor que deu tudo de si, sem pensar em reconhecimento público, aos jovens e, portanto, ao futuro da filosofia.

Referencia: O estudioso de Langer, Donald Dryden, explica a dívida de Langer com esse lógico no trecho de seu ensaio biográfico   que eu anexei à sua nota memorial.
Anthony Flood
23 de abril de 2008

## Literatura
- Sheffer, H. M. 1913. "A set of Five Independent Postulates for Boolean Algebra, with application to logical constants.", em: Transactions, American Mathematical Society 14: pág. 481-88